# 新华文摘
《新华文摘》是一部综合性、学术性、资料性的中文文摘半月刊，设有政治、法律、社会、哲学、经济、管理、历史、文艺作品、文艺评论、人物与回忆、教育、科学技术及读书与传媒、国外社会科学、论点摘编、新华观察等栏目。属于中国出版集团，由人民出版社主办，新华文摘杂志社编辑出版。
1979年，《新华月报·文摘版》在时任人民出版社副社长范用的支持下創刊，1981年更名为《新华文摘》，2004年改版为半月刊，1999年1月起出版大字本《新华文摘》。
《新华文摘》在1997年、1999年两届被评为“全国百种重点社科期刊”之一。1999年、2003年、2005年，《新华文摘》先后三次荣获新闻出版总署颁发的期刊最高奖——“国家期刊奖”或提名奖，2011年又荣获“第二届中国出版政府奖期刊奖”。2018年，杂志被中华人民共和国国家新闻出版广电总局新闻报刊司评为2017年全国“百强报刊”。